# Hans Stadelmann
Hans Stadelmann (Neukirch, 24 de octubre de 1941 - Salzburgring, 1 de mayo de 1977) fue un piloto de motociclismo suizo, que participó en el Campeonato del Mundo de Motociclismo entre 1975 y 1977. Su mejor temporada fue en 1975 cuando acabó en decimoquinto lugar de la categoría de 350cc.
Durante la carrera de 350cc del Gran Premio de Austria de 1977, Franco Uncini cae, implicando en el incidente a Johnny Cecotto, Dieter Braun y Patrick Fernandez. Stadelmann era uno de los seguidores y fue golpeado por su propia moto, muriendo al instante. La carrera fue interrumpida y seguidamente anulada.

## Resultados
Sistema de puntuación a partir de 1969:
| Posición | 1  | 2  | 3  | 4 | 5 | 6 | 7 | 8 | 9 | 10 |
| Pts.     | 15 | 12 | 10 | 8 | 6 | 5 | 4 | 3 | 2 | 1  |

(Carreras en negrita indica pole position, carreras en cursiva indica vuelta rápida)
| Año  | Cat.  | Equipo | 1       | 2      | 3       | 4     | 5      | 6     | 7     | 8     | 9     | 10     | 11      | 12     | 13    | Pts. | Pos. |
| ---- | ----- | ------ | ------- | ------ | ------- | ----- | ------ | ----- | ----- | ----- | ----- | ------ | ------- | ------ | ----- | ---- | ---- |
| 1975 | 350cc | Yamaha | FRA 14  | ESP -  | AUT 8   | GER 5 | NAT 10 | IOM - | NED 7 |       |       | FIN -  | CZE -   | YUG -  |       | 14   | 15.º |
| 1975 | 500cc | Yamaha | FRA -   |        | AUT Ret | GER - | NAT -  | IOM - | NED 8 | BEL - | SWE - | FIN -  | CZE -   |        |       | 3    | 36.º |
| 1976 | 250cc | Yamaha | FRA DNQ |        | NAT 13  | YUG - | IOM -  | NED - | BEL - | SWE - | FIN - | CZE 23 | GER -   | ESP 22 |       | 0    | -    |
| 1976 | 350cc | Yamaha | FRA Ret | AUT 20 | NAT DNQ | YUG - | IOM -  | NED - |       |       | FIN - | CZE -  | GER Ret | ESP -  |       | 0    | -    |
| 1976 | 500cc | Yamaha | FRA -   | AUT 14 | NAT -   |       | IOM -  | NED - | BEL - | SWE - | FIN - | CZE -  | GER Ret |        |       | 0    | -    |
| 1977 | 350cc | Yamaha | VEN -   | AUT    | GER -   | NAT - | ESP -  | FRA - | YUG - | NED - |       | SWE -  | FIN -   | CZE -, | GBR - | 0    | -    |